# Willy Ahrens
Willy Ernst Martin Ahrens (* 19. April 1868 in Stettin; † zwischen 1935 und 1946) war ein deutscher Unternehmer und Kommunalpolitiker.

## Leben
Er war der Sohn des Stettiner Kaufmanns August Ahrens und der Anna geb. Sperling. August Ahrens war Inhaber der von ihm zusammen mit seinem Schwager Fr. Schütt 1865 gegründeten Firma Schütt & Ahrens, einer Fabrik für landwirtschaftliche Maschinen und Geräte.
Ahrens besuchte das Friedrich Wilhelm-Gymnasium und ging anschließend in die kaufmännische Lehre, bevor er im Husaren-Regiment Nr. 15 in Wandsbek seinen Militärdienst ableistete. Nach einiger Zeit im Ausland trat er in die väterliche Firma ein, die er nach dem Tod des Vaters als alleiniger Inhaber übernahm.
Ahrens wirkte auch als königlich-dänischer Konsul. Ferner gehörte er seit 1903 der Stadtverordnetenversammlung in Stettin an und wurde 1920 deren Vorsteher. 1923 erhielt er die Ehrendoktorwürde der Universität Rostock, 1925 wurde er Ehrensenator der Universität Greifswald.
Willy Ahrens war von 1896 an verheiratet mit Katharina, geb. Lemcke. Das Paar hatte vier Kinder: August und Rudolf, die beide Mitinhaber der Firma Schütt & Ahrens wurden sowie Käthe, die nach Halle heiratete, und Helmuth, der ebenfalls in der Firma tätig war.
Er war langjähriger Schatzmeister der Gesellschaft für pommersche Geschichte und Altertumskunde. Ferner war er Mitglied des Deutschen Alpenvereins und 12 Jahre Vorsitzender der Sektion Stettin. Nach ihm wurde ein Weg zur Hohen Weiße bei der Stettiner Hütte in Südtirol benannt.
Ahrens lebte zuletzt in Babelsberg.

## Ehrungen
- Dr. h. c. der Universität Greifswald (1938 aus „rassischen Gründen“ entzogen)[3]